# Le Monde de monsieur Tranquille
Le Monde de monsieur Tranquille est une série télévisée québécoise pour enfants, diffusée de 1978 à 1979 sur le réseau TVA.

## Synopsis
Pour capitaliser sur le succès de la marionnette Monsieur Tranquille, créée en 1976 par Roger Giguère pour la série télévisée Patof voyage et ayant ensuite animé sa propre série de 1977 à 1978, Télé-Métropole lance Le Monde de M. Tranquille. Le comédien Yvon Dufour est choisi pour incarner le seul personnage humain de la série, le professeur Ciboulot. 
Monsieur Tranquille et le professeur Ciboulot sont entourés d'animaux. Tout d'abord, Johanne Rodrigue anime et prête sa voix aux personnages de la grenouille Gloup et de la souris Croustille. Ensuite, l'écureuil Panache et le hibou Idor D'unoeil sont animés par le comédien Jean-Pierre Cartier, également marionnettiste. Un perroquet nommé Motus se joint à ce groupe, ainsi que d'autres personnages muets tels que le poisson rouge Bavard, l'araignée Yoyo et le coucou Caruso. 
Malgré tous les efforts déployés du côté éducatif, la série Le Monde de Monsieur Tranquille connaît un échec et est annulée en cours de saison (notamment en raison de la concurrence avec Passe-Partout et le toujours populaire Bobino, diffusés respectivement sur Télé-Québec et ICI Radio-Canada Télé à la même heure). Par la suite, elle est rediffusée le dimanche matin jusqu'au printemps 1980.

## Fiche technique
- Titre : Le Monde de M. Tranquille
- Réalisation : Claude Colbert
- Scénario : Raymond Turcotte
- Générique : Le Monde de M. Tranquille, paru sur un simple en 1978.
- Production : Télé-Métropole
- Durée : ? × 30 minutes
- Dates de diffusion :  Québec 1978-1979

## Distribution
- Roger Giguère : Monsieur Tranquille
- Yvon Dufour : le professeur Ciboulot
- Jean-Pierre Cartier : l'écureuil Panache / le hibou Idor D'unoeil
- Johanne Rodrigue :  la grenouille Gloup / la souris Croustille

## Discographie

### Simples
| Année | Simple                                          | Étiquette | Classement | Notes |
| ----- | ----------------------------------------------- | --------- | ---------- | ----- |
| 1978  | Le monde de M. Tranquille – Il a réponse à tout | TMPX      | —          |       |

### Compilations
| Année | Album                                                                            | Étiquette | Classement | Notes |
| ----- | -------------------------------------------------------------------------------- | --------- | ---------- | ----- |
| 1979  | Les Super Grands Succès de monsieur Tranquille + ses trois nouvelles productions | Totem     | —          |       |

Voir la discographie de Roger Giguère.